# Real Santuario del Santísimo Cristo de La Laguna
Real Santuario del Santísimo Cristo de La Laguna (Koninklijk heiligdom van de allerheiligste Cristo de La Laguna) is een kerk gelegen in de stad San Cristóbal de La Laguna op het eiland Tenerife (Canarische Eilanden, Spanje). Het is een belangrijk bedevaartsoord heiligdommen van de Canarische Eilanden.

## Geschiedenis

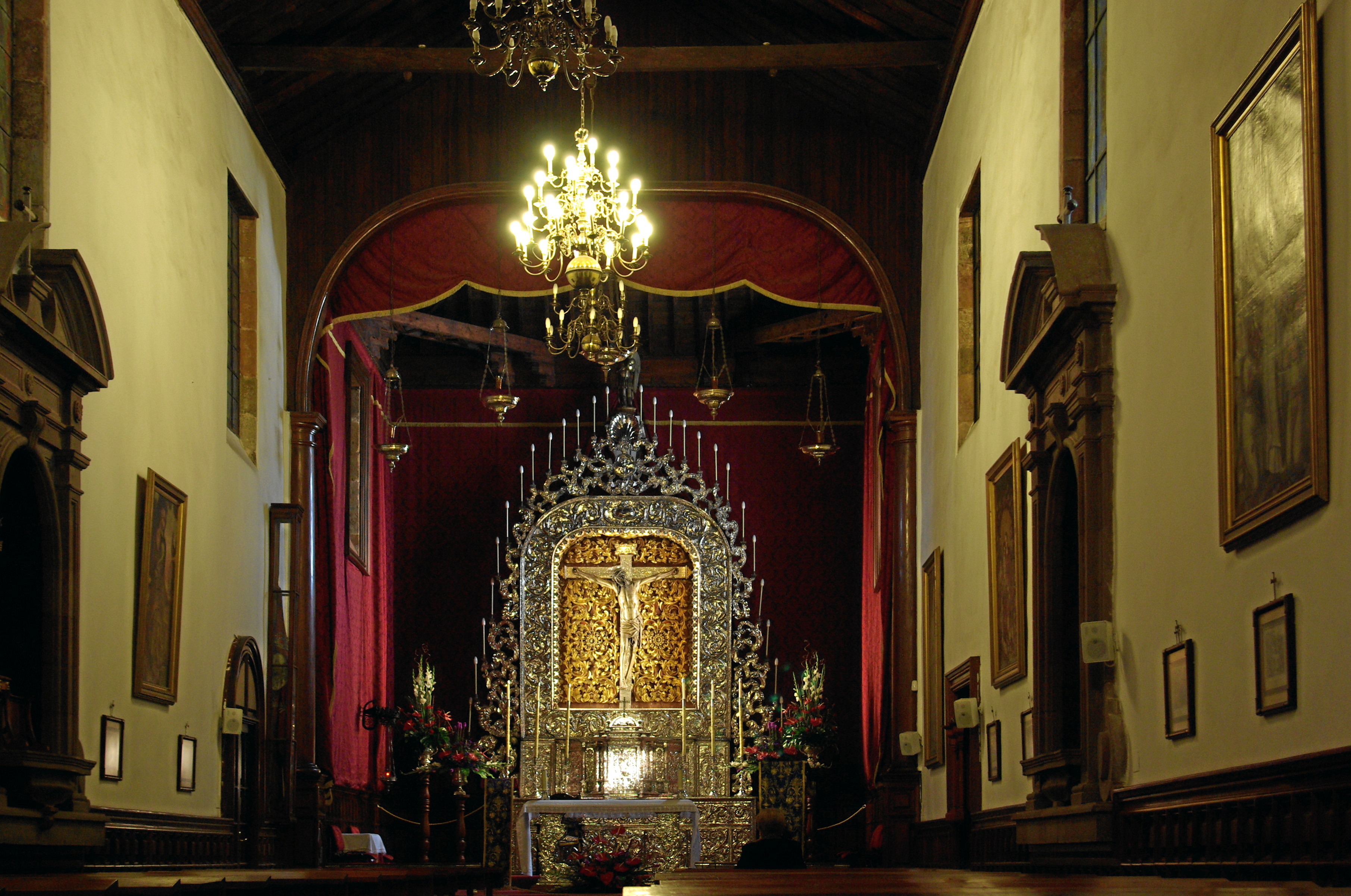
Interieur van de kerk en altaar

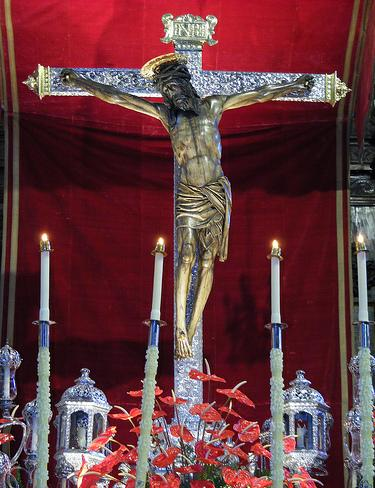
Santísimo Cristo de La Laguna

Het 'koninklijk heiligdom' is gebouwd in opdracht van Adelantado Alonso Fernández de Lugo. De bouw begon in 1506 en eindigde in 1580. In 1906 gaf de Koning van Spanje, Alfonso XIII, de titel koninklijke aan het heiligdom.
De kerk heeft een 46 meter lang en 7 meter breed schip. De toegang tot de kerk bevindt zich onder het hoogkoor. Op het altaar is aan de voorzijde het wapen van de markies van Villanueva del Prado in zilver uitgevoerd. De muur aan de achterzijde is bezet door een baldakijn van zilver, met een centrale nis waarvan de onderkant uit hout is, bewerkt met goud en die het kruis van Christus draagt. Dit is een van de mooiste retabels in Spanje en het staat in de grote kapel. Het is gemaakt in barokstijl uit bewerkt zilver en het dateert uit de achttiende eeuw. De kosten voor de bouw van de retabel werden door Mateo Velusco opgebracht in 1675. Het beeld van Christus is uit 1514, het beeld was gesneden in Vlaanderen. Dit beeld van Christus wordt vereerd in de hele Canarische eilanden, ter ere van hem elk jaar een festival wordt gehouden in de maand september, is de belangrijkste dag op 14 september.